# Okomatadi
Okomatadi, jedna, prema Alain Gheerbrantu, od najdivljijih grupa Guahariba, jezična porodica Chirianan, naseljeni sredinom 20 stoljeća uz rijeku Uraricuera, Brazil. Gheerbrant koji ih je posjetio u svojoj ekspediciji među Wai-Wai Guaharibo Indijance (1948-1950), daje nam oskudne ali vrijedne podatke o njima. Kasniji autori ove ljude više ne spominju. 
Okomatadi su živjeli u malenim kolibicama prekrivenih lišćem. Lov (luk i strijela), i uzgoj banana, duhana, šećerne trske, i drugoga, te vjerojatno i ribolov tipičan je kulturama domorodaca tropske kišne šume. 
U lovu Okomatadi hvataju ptice, tapire, divlje svinje (vjerojatno queixada), a sakupljaju i insekte. Sakupljanje meda, omiljene indijanske prirodne poslastice, također je imalo značajnu ulogu. Od kuhanih i procijeđenih banane izrađuju neku vrstu pića. Viseće mreže (hamak, hammock) služe im umjesto kreveta, a postavljaju se razapinjanjem između dviju greda. 
Jedina igra koju je Gheerbant zapisao, i za koju kaže da je jedina, je 'majmunska igra'. Ona traje cijelu noć a takt se daje udaranjem petama, glazbenih instrumenata nemaju. 'Majmunsku igru' igraju i muškarci i žene, i prema njihovom iskazu izvode je u čast velikog majmuna, koji je bio njihov predak. Ženska nošnja su suknjice od palmina lišća.  